# Can Gener (Llinars del Vallès)
Can Gener és una masia amb elements gòtics de Llinars del Vallès (Vallès Oriental) inclosa a l'Inventari del Patrimoni Arquitectònic de Catalunya.

## Descripció
Edifici aïllat al mig del bosc. Habitatge, pallissa, era enrajolada, bassa i dipòsit d'aigua. Teulada a doble vessant amb aiguavés als costats. Porta principal d'arc de mig punt i adovellada. Finestra al damunt -que descarrega la força de l'arc de la porta-, d'arc conopial, del qual pengen uns arquets decorats i més a la dreta una altra finestra allindada. A l'esquerra, s'obre una finestra, semblant a la primera però sota l'ampit, també emmotllurat, un cap esculpit. La façana de la pallissa té una gran porta adovellada i una finestra alta i estreta al damunt, també allindanada.

## Història
La masia no s'ha restaurat mai i sempre hi ha viscut la mateixa família. A la dovella de la porta de la pallissa hi ha la inscripció: «1724». La façana principal té les finestres típiques de l'estil gòtic del segle xvi.